# Orzechowo (województwo kujawsko-pomorskie)
Orzechowo – wieś w Polsce położona w województwie kujawsko-pomorskim, w powiecie wąbrzeskim, w gminie Ryńsk. Siedziba sołectwa. Według podziału administracyjnego Polski obowiązującego w latach 1975–1998, miejscowość należała do województwa toruńskiego. Według Narodowego Spisu Powszechnego (III 2011 r.) liczyła 360 osób. Jest jedenastą co do wielkości miejscowością gminy Ryńsk.
W przeszłości w Orzechowie funkcjonował folwark zakonny.

## Zabytki
W rejestrze zabytków NID znajduje się kościół parafialny pw. św. Marii Magdaleny, XIII w., 1685 r., nr rej.: A/203 z 13.07.1936 r.
Gotycki, kamienny (z ceglanymi szczytami), jednonawowy kościół pochodzi z XIV wieku. Po częściowym zniszczeniu w 1656 roku został odbudowany w roku 1685. Wystrój wnętrza w stylu baroku i rokoko, z XVII i XVIII wieku. Wewnątrz znajdują się rzeźby późnogotyckie i organy z 1898 roku. We wsi znajduje się ponadto niewykorzystywany już obecnie cmentarz ewangelicki